# Isothiocyansäure
Isothiocyansäure ist eine anorganische Säure. Sie ist das Schwefelanalogon der Isocyansäure und ein Tautomer der Thiocyansäure. Ihre Ester sind die Isothiocyanate. Im Tautomerie-Gleichgewicht zwischen Thiocyansäure und Isothiocansäure liegt in der Gasphase zu etwa 95 % die Isothiocyansäure vor.

## Vorkommen
Isothiocyansäure kommt im Weltall vor und wurde in der Formation Sagittarius B2 nachgewiesen.

## Herstellung
Isothiocyansäure kann durch Behandlung von Kaliumthiocyanat mit Phosphorsäure im Vakuum hergestellt werden und kann in einer Matrix aus Stickstoff oder Xenon isoliert werden.